# Lijst van partners van koningen van Pruisen
De koningin van Pruisen was de vrouw van de koning van Pruisen die heerste over het koninkrijk Pruisen vanaf 1701 tot de afschaffing van de titel in 1918 en dat jaar werd Pruisen geannexeerd door de Weimarrepubliek. Omdat alle heersers van Pruisen mannen waren is er geen vrouwelijk staatshoofd geweest. Tot 1806 hadden ze ook de titel keurvorstin van Brandenburg. En na 1871 kregen ze ook de titel Duits keizerin. Tot 1772 was de officiële titel koningin in Pruisen.

## Lijst van koninginnen
| Nr. | Naam | Naam                                                            | Periode     | Dochter van                                                                                                   | Vrouw van                                 |
| --- | ---- | --------------------------------------------------------------- | ----------- | --- | ----------------------------------------- |
| 1   |      | Sophie Charlotte van Hannover                                   | 1701 - 1705 | keurvorst Ernst August van Brunswijk-Lüneburg en keurvorstin Sophia van de Palts                              | koning Frederik I van Pruisen.            |
| 2   |      | Sophie Louise van Mecklenburg-Schwerin                          | 1708 - 1713 | hertog Frederik van Mecklenburg-Schwerin en hertogin Christina Wilhelmina van Hessen-Homburg                  | tweede vrouw van koning Frederik I.       |
| 3   |      | Sophia Dorothea van Hannover                                    | 1713 - 1740 | koning George I van Groot-Brittannië en prinses Sophia Dorothea van Celle                                     | koning Frederik Willem I van Pruisen.     |
| 4   |      | Elisabeth Christine van Brunswijk-Bevern                        | 1740 - 1786 | hertog Ferdinand Albrecht II van Brunswijk-Bevern en hertogin Antoinette Amalia van Brunswijk-Wolfenbüttel    | koning Frederik II de Grote van Pruisen.  |
| 5   |      | Frederika van Hessen-Darmstadt                                  | 1786 - 1797 | landgraaf Lodewijk IX van Hessen-Darmstadt en Henriëtte Caroline van Palts-Zweibrücken                        | koning Frederik Willem II van Pruisen.    |
| 6   |      | Louise van Mecklenburg-Strelitz                                 | 1797 - 1810 | groothertog Karel II van Mecklenburg-Strelitz en groothertogin Frederika Caroline Louise van Hessen-Darmstadt | koning Frederik Willem III van Pruisen.   |
| 7   |      | Elisabeth Ludovika van Beieren                                  | 1840 - 1861 | koningin Maximiliaan I Jozef van Beieren en koningin Caroline van Baden                                       | koning Frederik Willem IV van Pruisen.    |
| 8   |      | Augusta van Saksen-Weimar-Eisenach                              | 1861 - 1888 | groothertog Karel Frederik van Saksen-Weimar-Eisenach en groothertogin Maria Paulowna van Rusland             | koning-keizer Wilhelm I van Duitsland.    |
| 9   |      | Victoria van Saksen-Coburg en Gotha                             | 1888        | koningin Victoria van het Verenigd Koninkrijk en prins-gemaal Albert van Saksen-Coburg en Gotha               | koning-keizer Frederik III van Duitsland. |
| 10  |      | Augusta Victoria van Sleeswijk-Holstein-Sonderburg-Augustenburg | 1888 - 1918 | hertog Frederik van Sleeswijk-Holstein en hertogin Adelheid van Hohenlohe-Langenburg                          | koning-keizer Wilhelm II van Duitsland.   |